# Shun (postać)
Shun (oryg. Andromeda Shun) – jedna z głównych postaci z Rycerzy Zodiaku.
Shun jest Rycerzem z Brązu, nosi zbroję Andromedy i jest bratem Ikkiego, który pojawia się zawsze, by w ostatniej chwili uratować Shuna od śmierci. Trenował u rycerza Albiora. Jego główną bronią jest łańcuch Andromedy, który może wyczuć wroga, zaatakować go, a nawet wykonać odpowiednie działania obronne.
Z wyglądu jest to średniego wzrostu, szczupły chłopak o zielonych włosach. Z charakteru z kolei jest bardzo wrażliwym chłopakiem, walczącym tylko w ostateczności i niespecjalnie lubi zabijać.

## Umiejętności
- Niebiański Łańcuch
- Mgławicowy Sztorm – atak porównywalny z Burzą Pegaza Seiyi. Shun wykonując ten atak przytrzymuje od tyłu przeciwnika i ulatuje do góry, by po chwili wylądować z nim twardo na ziemi, lądując głową w dół.
- Niebiańska Burza – broń ostateczna Shuna. Wytwarza on ogromne wiatry, które potrafią nawet zabić.

## Historia

### Dzieciństwo
Nie wiadomo o tym, jak Shun i Ikki stracili rodziców. Najwcześniejszy moment ich życia, który mogą poznać fani, jest spotkanie Ikkiego z malutkim Shunem w rękach z Pandorą Heinstein, która twierdziła, że Shun jest reinkarnacją Hadesa i próbowała odebrać go Ikkiemu. Ten jednak się nie poddał. Tak więc Pandora ofiarowała Shunowi naszyjnik i wymazała pamięć obydwóm braciom, przez co myśleli potem, że łańcuszek pochodzi od ich matki.
Później razem trenowali w siedzibie fundacji Mitsumasy Kido. Przełomowym momentem w życiu rodzeństwa był moment losowania miejsca dalszego treningu, od czego zależało to, jaką zbroję zdobędą rycerze. Na początku Shun wylosował Wyspę Śmierci, lecz kiedy usłyszał o tym, czym jest Wyspa Śmierci, Ikki błagał Mitsumasę, by to on mógł popłynąć na Wyspę Śmierci, a Shun w inne miejsce. Chciał uratować brata. W efekcie tego Ikki zostaje pobity i wysłany na wyspę, a Shun wylądował u Albiora. Tam po kilkuletnim treningu zdobył zbroję Andromedy, uwalniając się ze skały, z której niegdyś Andromeda miała zostać ofiarowana, by uratować królestwo.

### Turniej Galaktyczny
W czasie Turnieju, Shun miał zmierzyć się z Nachim, jednakże jego walka zostaje przerwany przez Ikkiego i jego Czarnych Rycerzy, którzy ukradli zbroję Aiolosa, która była do wygrania w turnieju. Jednakże później zbroja zostaje odzyskana.
Następnie dochodzi do paru bitew m.in. z Rycerzami z Głębin i o mało co nie ginie na Wyspie Śmierci przez Wielkiego Mistrza. Gdy dowiedział się o śmierci Albiora z rąk Aphrodite, postanowił się zemścić. Nie dowiedział się jednak, że Złotemu Rycerzowi Ryb pomógł Milo.

### Wojna w Sanktuarium
W końcu postanowiono zaatakować Sanktuarium. W czasie podróży do Sanktuarium zostają zaatakowani przez trzech Srebrnych Rycerzy, później Tramy zaatakował Saori złotą strzałą, którą przebił jej serce. Przed śmiercią wyjaśnia, że tylko Wielki Mistrz może usunąć strzałę, a ma na to 12 godzin. Rozpoczyna się walka ze Złotymi Rycerzami. Shun zwycięża walkę z Sagą, a właściwie z jego iluzjami oraz zabija Aphrodite kosztem własnego życia. Oprócz tego próbował pokonać Shakę i ratuje życie Hyodze wyciągniętego z bryły lodu przez Shiryu, ocieplając go swoją energią.

### Wojna wAsgardzie
W czasie wojny w Asgardzie, Shun stacza walkę z Mimem z Benetnash, jednakże później życie ratuje mu Ikki. Następnie pokonuje on Syda z Mizar.

### Wojna w Królestwie Posejdona
W czasie wojny z Posejdonem, Shun walczył z Io, którego nie planował zabić, lecz sam rzucił się pod strumień ognia w celu uratowania jego kolumny. Został też wciągnięty w pułapkę Kaysy, który podał się za Ikkiego. Shun na początku przejrzał Kaysę po próbie zabicia go przez generała, lecz mimo tego przegrywa walkę. Później walczy i pokonuje w równej walce Sorrento, któremu wyjaśnia, że skoro on tak ładnie gra na flecie, to nie może być zły.

### Seria Hades
Tutaj Shun miał już większą rolę, bowiem przeznaczenie zapowiedziane mu już w dzieciństwie zaczęło się wypełniać. Na jego widok m.in. Balron Lune się boi, biorąc go za Hadesa. Później po nieudanym zamachu na Hadesa, który planował wraz z Seiyą i Orfeuszem Lirą, jego ciało przejął sam Hades. Jednak przez słowa, które mówiła mu Atena, udało mu się uwolnić spod jego kontroli. Później w Elizjum wraz z Seiyą, Ikkim, Shiryu i Hyogą pokonują Hypnosa i Tanatosa.

### Filmy
W filmach Shun pełni tę samą rolę, co w serialu – walczy z przeciwnikami i kiedy jest na łożu śmierci, ratuje go Ikki.

## Odbiór
W sondażu popularności, przeprowadzonym wśród fanów, Shun jest 3 najpopularniejszą postacią z uniwersum Rycerzy Zodiaku. Postać Shuna została także wyróżniona przez magazyn Animage, przyznający doroczne nagrody Anime Grand Prix – w 1987 roku został zaklasyfikowany na 10. miejscu, rok później na 4., a dwa lata później – na 8..